# وجهة نظر الأزمة المرحلية
وجهة نظر الأزمة المرحلية (بالإنجليزية: Stage-crisis view)‏ هي نظرية لتطور البلوغ أسسها دانييل ليفينسون. على الرغم من تأثره الكبير بأعمال إريك إريكسون، سعى ليفينسون إلى خلق نظرية أوسع من شأنها أن تشمل جميع جوانب تطور البالغين بدلًا من الجانبين النفسي والاجتماعي وحدهما. تتميز هذه النظرية بكل من الحقب النهائية بالإضافة لمراحل الانتقال، والتي تتمثل أهدافها في تسهيل الانتقال السلس من حقبة إلى الحقبة التالية. تبعًا لهذه النظرية، يجب إتقان مهمات تطورية مختلفة مع تطور الفرد ضمن كل حقبة: ما قبل البلوغ، بدايات البلوغ، منتصف البلوغ، وأواخر البلوغ. تُواجَه الأزمات على مدى حلقة الحياة وتظهر حين يصبح الفرد مثقلًا سواء بالعوامل الداخلية أو الخارجية، مثل أزمة منتصف العمر التي تظهر في انتقال منتصف العمر من بداية البلوغ إلى منتصف البلوغ.
درس ليفينسون كلًا من الرجال والنساء، ووجد أنهم يمرون نموذجيًا بنفس الدورات، على الرغم من أنه اقترح أن دورات النساء أكثر ارتباطًا بالبيئة السائدة، أو حياتهم العائلية. ولكن نظرًا لاستخدام أساليب البحث المنحرفة، ما يزال مدى إمكانية تعميم نتائجه محطًا للجدل. وعلى الرغم من التقبل الضئيل لنظرياته، لكنها تتضمن العديد من النتائج على علم النفس السلوكي والثقافي.

## مراحل التطور البالغ
يشرح دانييل ليفينسون ضمن هذه النظرية كلًا مفهوم البلوغ نفسه والمراحل التي يظهر بها التطور. ولأداء ذلك بفاعلية، يجب عليه التفريق بين دورة الحياة وحلقة الحياة. إذ إن دورة الحياة من وجهة نظره هي العملية الزمنية للعيش، منذ بداية الحياة حتى نهايتها. أما حلقة الحياة في المقابل، فهي التسلسل المشترك للمراحل التي يمر بها كل شخص خلال حلقة الحياة. على الرغم من أن التجارب الدقيقة قد تختلف، لكن حلقة الحياة مشتركة لكل الناس ويمر كل شخص بنفس المجموعة من المراحل. تتميز كل مرحلة أو حقبة بتغيرات معينة ومهمات تساهم في تطور البلوغ. تظهر المرحلة الانتقالية حين تتداخل حقبتان وتساعد في تسهيل الانتقال السلس من جزء من الحياة إلى الجزء التالي.

### مرحلة ما قبل البلوغ
هي المرحلة الأولى التي يمر بها الشخص في بداية الحياة وتنتهي بعمر نحو 22 سنة. يشير ليفينسون لهذه الحقبة باسم «السنوات التكوينية»، يمر فيها الشخص بتجارب فريدة تساعد في كل من التطور والتحضير للبلوغ. تنطوي مرحلة ما قبل البلوغ على النمو الفيزيائي السريع، إذ يتجلى بالتغير الأولي من سن الرضاعة إلى الطفولة، ثم من الطفولة للمراهقة، وأخيرًا من المراهقة للبلوغ في السنوات الأخيرة. يواجه الأفراد أيضًا أزمة أنا مقابل لا أنا، والتي يتنقل فيها الفرد من حالة الاعتماد إلى حالة الاستقلال والتي تتحقق في حوالي العشرين من العمر. حين تبدأ الحياة، يعتمد الرضع على أمهاتهم ببساطة من أجل النجاة، ولكنهم مع النضج يصبحون أقل اعتمادًا على الآخرين وأكثر اكتفاءً ذاتيًا. هذا التشكل المستمر للاستقلال لا يساعد فقط في الافتراد ولكنه ضروري أيضًا للنجاة لأنه يحضّر الفرد بشكل نهائي لبداية ودورة البلوغ.

### انتقال بداية البلوغ
تتميز المرحلة الانتقالية بتداخل كل من مرحلتي ما قبل البلوغ ومرحلة بداية البلوغ، وتظهر نموذجيًا في حوالي عمر ال 17-22 سنة. في هذه النقطة، يكون النمو والتطور الفيزيائي مكتملين والاستقلالية مؤسسة بشكل جيد. الافتراد هو التحول لمزيد من البروز لأن الفرد يكون أفضل قدرة على اتخاذ القرار في التحضير لمستقبله. أحد المفاهيم المهمة المرتبطة بهذه الحقبة هو تعديل العلاقات، والتي يُبعِد فيها الأشخاص أنفسهم عن عائلاتهم بشكل متزايد لتقوية انتقالهم إلى البلوغ. عقب انتهاء المرحلة الانتقالية، يكون النضج مؤسسًا والفرد متجهزًا بشكل كامل للدخول لعالم البلوغ.

### مرحلة بداية البلوغ
تبدأ هذه الحقبة حوالي عمر 17 سنة وتستمر حتى عمر 45، وتشمل انتقال بداية البلوغ. على الرغم من تضافر كميات عظيمة من الطاقة والرضا، يتضمن هذا الطور أيضًا الكثير من الضغط نظرًا لغزارة التغيير. يعد سن العشرينات والثلاثينات نموذجيًا فترة سعادة كبيرة وتُتابَع العديد من التجارب والعلاقات والطموحات. يبدأ الناس بوضع وامتلاك الأهداف لمستقبلهم بالإضافة لاتخاذ القرارات الحياتية الحرجة، مثل تلك المتعلقة بالوظيفة والحب والأسرة. على الرغم من أن هذه القرارات مشوقة وأساسية في البلوغ لكنها قد تكون مرهقة للغاية. يزيد إنجاب الأطفال ضمن إطار الزواج من التعقيد والمتطلبات المالية، وبالتالي يزيد الضغط الوظيفي أيضًا. قرب نهاية الحقبة، ربما يعاني أولئك الذين أنجبوا الأطفال باكرًا من ضغوطات مرتبطة بدخول أطفالهم سن البلوغ والتغيرات المزامنة المترتبة على ذلك. قد يتحمل البعض أيضًا مسؤولية إضافية تتمثل في رعاية والديهم المسنين. على العموم، تتميز حقبة بداية البلوغ بالكمية الكبيرة من المكافآت والتكاليف.

### انتقال منتصف العمر
يظهر بين 40-45 من العمر ويجمع أجزاءً من بداية البلوغ ومنتصف البلوغ، هذه الحقبة ضرورية جدًا للتطور وأيضًا محط جدل للغاية. آمن ليفينسون أن طبيعة العيش تتغير بشكل كبير بين المرحلتين. تبدأ التغيرات خلال مرحلة بداية البلوغ وتتقدم بدرجات مختلفة طوال فترة الانتقال وحتى منتصف البلوغ. نظرًا للتغيرات الحادة في الحياة التي يمر بها الشخص في مرحلة انتقال منتصف البلوغ، غالبًا ما يواجه فترة أزمة. استخدم ليفينسون مصطلح «أزمة منتصف العمر» فقط لوصف الأزمة التي يمر بها المرء خلال انتقال منتصف العمر، بدلًا من الأزمات الموجودة في الفترات التطورية الأخرى. أزمة منتصف العمر هي فترة في التطور من المفترض أن تحدث في منتصف العمر، وتتميز بإجراء تغييرات مفاجئة وكبيرة، والمعاناة من القلق، وإعادة تقييم الذات والخيارات. طبقًا لليفينسون تعكس أزمة متنصف العمر المهمات التطورية الثلاث ضمن انتقال منتصف العمر: إنهاء مرحلة بداية البلوغ، وبدء مرحلة منتصف البلوغ، والتغلب على مصادر النزاع في حياة الفرد. تشمل المهام التطورية الأخرى التي تتناولها هذه المرحلة التحول لمزيد من الانفراد والبناء وترك التعلق بالقيود الاجتماعية والتدمير. آمن ليفينسون أنه خلال هذا الانتقال، يجب على الفرد أن يطور التعاطف والتقبل والحب وإلا فإنه سيصبح مثقلًا بالصراع الداخلي والخارجي. تتجلى أهمية هذا الأمر عند التعامل مع الضغوط المرتبطة ببداية مغادرة سنين الشباب والدخول في منتصف العمر.

### مرحلة منتصف العمر
آمن ليفينسون أنه ببلوغ منتصف الأربعينات، يصبح من الثابت أن الفرد متقدمٌ جيلًا كاملًا عن البالغين الأصغر، وبالتالي يندرج بشكل رسمي ضمن مجتمع «منتصف العمر». ولكن على عكس المراحل السابقة، آمن ليفينسون أن بداية ومدة الحقب اللاحقة تتحدد بأحداث معينة مثل التقاعد والحالات المرضية والتغيرات الفيزيائية المختلفة. اعتقد ليفينسون أن الأشخاص بجب أن ينهوا مهام انتقال منتصف العمر بحلول عامهم الخامس والأربعين، إذ يظهر عند هذه النقطة مهام تطورية جديدة. ناقش ليفينسون أن الفرق بين انتقال منتصف العمر ومرحلة منتصف البلوغ يُلاحظ في التغيرات الصغيرة، بما في ذلك، تغير العلاقات العائلية والتغير في حياة العمل الذي قد يجعل العمل يبدو أكثر مشقة أو أكثر إرضاءً. طبقًا لأبحاث ليفينسون، هناك فترات بارزة في منتصف البلوغ، بما في ذلك انتقال عمر الخمسين الذي يظهر بين عمر الخمسين والخمسة والخمسين عامًا. يصف ليفينسون هذه الفترة أنها المدة التي تسمح للشخص أن يواصل العمل على مهام انتقال منتصف العمر ويعدل بنية الحياة التي بناها في الأربعينيات من العمر. يمكن أن تظهر الأزمة في هذه المرحلة لدى الأشخاص الذين لم يتغيروا بما فيه الكفاية في انتقال منتصف العمر ولديهم بنية حياتية غير مُرضية. لاحقًا، من عمر الخمسة والخمسين حتى الستين تقريبًا، تتمثل مهمة الشخص في بناء ما أطلق عليه ليفينسون «بنية منتصف البلوغ الثانية»، التي تسمح للشخص بإتمام منتصف البلوغ. تهدف هذه الفترة المستقرة من الزمن إلى الإنجاز، بما أنها يمكن أن تُقضى في التجديد وتحسين الفرد لنفسه وحياته. ولكن مع نهاية منتصف البلوغ، تبرز التغيرات الفيزيائية والعقلية أكثر بالإضافة لواقع التقاعد. على الرغم من مواجهة هذه الأحداث في أوقات مختلفة وفي نطاقات مختلفة، فإنها تؤدي إلى حقيقة دخول الفرد سن الشيخوخة وبالتالي يصبح عضوًا مسنًا.